# Торстейн Халльсон
Торстейн Халльсон или Торстейн сын Халля с Побережья (умер приблизительно в 1055 году, Свиная гора, Исландия) — исландский аристократ, фигурирующий в ряде произведений исландской литературы — в «Саге о Торстейне сыне Халля с Побережья», в «Пряди о Торстейне» и в «Сне Торстейна сына Халля с Побережья». По этим текстам исследователи восстанавливают в общих чертах биографию Торстейна. Он был третьим сыном могущественного хёвдинга Халля с Побережья, в юности примкнул к оркнейскому ярлу Сигурду Хлодвирссону, сражался в составе его дружины с ирландцами при Клонтарфе и там попал в плен (23 апреля 1014).
Позже Торстейн вернулся в Исландию. «Сага о Торстейне» рассказывает о его распре с одним из соседей Торхаддом, в которой погибли и Торхадд, и все его сыновья. В составе «Драпы об Исландцах» сохранилась виса, посвящённая Торстейну, в которой его характеризуют как убийцу Торхадда. В 1034—1035 годах Торстейн находился в Норвегии и служил в дружине короля Магнуса Доброго; «Прядь о Торстейне» рассказывает о конфликте заглавного героя с королём.
В конце жизни Торстейн обосновался в Исландии. В «Сне Торстейна» сообщается, что он жил в усадьбе Свиная гора у подножия ледника Ватнаёкуль, на границе Восточной и Южной четвертей, но учёные не уверены в достоверности этих данных. Приблизительно в 1055 году Торстейн был убит своим рабом-ирландцем Гилли, которого он перед этим приказал оскопить. В «Сне Торстейна» рассказывается, что главному герою трижды являлись норны, пытавшиеся его предупредить (они здесь наделяются чертами духов-двойников).
Торстейн был женат на Ингвильд, дочери Бьярни сына Шип-Хельги из знатного исландского рода. В источниках упоминаются его сыновья Амунди и Магнус, названный в честь норвежского короля (это был один из самых первых носителей имени в Исландии). Через второго сына Торстейн стал прадедом епископа Магнуса из Скаульхольта, занимавшего должность в 1134—1148 годах.